# Boliarov
Boliarov (hongrois : Bolyár) est un village de Slovaquie situé dans la région de Košice.

## Histoire
Première mention écrite du village en 1289.

## Démographie

### Évolution de la population
| Année:               | 1994. | 2004.    | 2014.    | 2024.    |
| -------------------- | ----- | -------- | -------- | -------- |
| Nombre de personnes: | 486   | 625      | 826      | 1074     |
| Différence:          |       | +28,60 % | +32,16 % | +30,02 % |

| Année:               | 2023. | 2024.   |
| -------------------- | ----- | ------- |
| Nombre de personnes: | 1051  | 1074    |
| Différence:          |       | +2,18 % |